# Monoptya leucobasis
Monoptya leucobasis là một loài bướm đêm trong họ Noctuidae.